# Greivis Vásquez
Greivis Josué Vásquez Rodríguez é um jogador de basquetebol profissional que atualmente sem clube, que teve como seu último clube o Brooklyn Nets da NBA.

## Estatísticas na NBA

### Temporada Regular
| Ano      | Equipe              | PJ  | PT  | MPJ  | AP   | 3P   | LL   | RT  | AS  | BR  | TO  | PPJ  |
| -------- | ------------------- | --- | --- | ---- | ---- | ---- | ---- | --- | --- | --- | --- | ---- |
| 2010-11  | Memphis Grizzlies   | 70  | 1   | 12.3 | .408 | .291 | .773 | 1.0 | 2.2 | 0.3 | 0.1 | 3.6  |
| 2011-12  | New Orleans Hornets | 66  | 26  | 25.8 | .430 | .319 | .821 | 2.6 | 5.4 | 0.9 | 0.1 | 8.9  |
| 2012-13  | New Orleans Hornets | 78  | 78  | 34.4 | .433 | .342 | .805 | 4.3 | 9.0 | 0.8 | 0.1 | 13.9 |
| 2013-14  | Sacramento Kings    | 18  | 18  | 25.8 | .433 | .320 | .938 | 1.9 | 5.3 | 0.3 | 0.1 | 9.8  |
| 2013-14  | Toronto Raptors     | 61  | 5   | 21.5 | .417 | .389 | .855 | 2.3 | 3.7 | 0.4 | 0.1 | 9.5  |
| 2013-14  | Total               | 79  | 23  | 22.5 | .421 | .377 | .880 | 2.2 | 4.1 | 0.4 | 0.1 | 9.6  |
| Carreira |                     | 293 | 128 | 24.0 | .427 | .345 | .825 | 2.6 | 5.2 | 0.6 | 0.1 | 9.1  |

### Playoffs
| Ano      | Equipe            | PJ | PT | MPJ  | AP   | 3P   | LL   | RT  | AS  | BR  | TO  | PPJ  |
| -------- | ----------------- | -- | -- | ---- | ---- | ---- | ---- | --- | --- | --- | --- | ---- |
| 2010-11  | Memphis Grizzlies | 13 | 0  | 10.9 | .512 | .364 | .769 | 1.5 | 1.9 | 0.4 | 0.2 | 4.3  |
| 2013-14  | Toronto Raptors   | 7  | 0  | 27.1 | .422 | .370 | .778 | 3.7 | 5.1 | 0.6 | 0.1 | 10.1 |
| Carreira |                   | 20 | 0  | 16.6 | .457 | .368 | .773 | 2.3 | 3.1 | 0.5 | 0.2 | 6.4  |